# JPMorgan Emerging Markets Investment Trust
JPMorgan Emerging Markets Investment Trust plc ist eine britische Investmentgesellschaft mit Sitz in London.
Das Unternehmen investiert in börsennotierte Unternehmen aus weltweiten Schwellenländern. Darüber hinaus wird etwa 50 % des Vermögens in einer einzigen Region angelegt und mehr als 15 % des Bruttovermögens in andere in Großbritannien notierte geschlossene Investmentfonds investiert. Das Unternehmen investiert in Finanzdienstleister, Informationstechnologie, Basiskonsumgüter, Kommunikationsdienste, Gesundheitswesen, Immobilien, Energie und Versorger.
Im Februar 2024 beliefen sich die verwalteten Mittel auf insgesamt 1,326 Mrd. Pfund.
Die Fondsmanager des Trusts sind Austin Forey und John Citron von JPMorgan Funds Limited.
Das Unternehmen ist an der Londoner Börse gelistet und Teil des FTSE 250 Index.